# 4807 Нобору
4807 Нобору (4807 Noboru) — астероїд головного поясу, відкритий 10 січня 1991 року.
Названо на честь Нобору (яп. のぼる(昇) нобору)